# Šídlatka velká

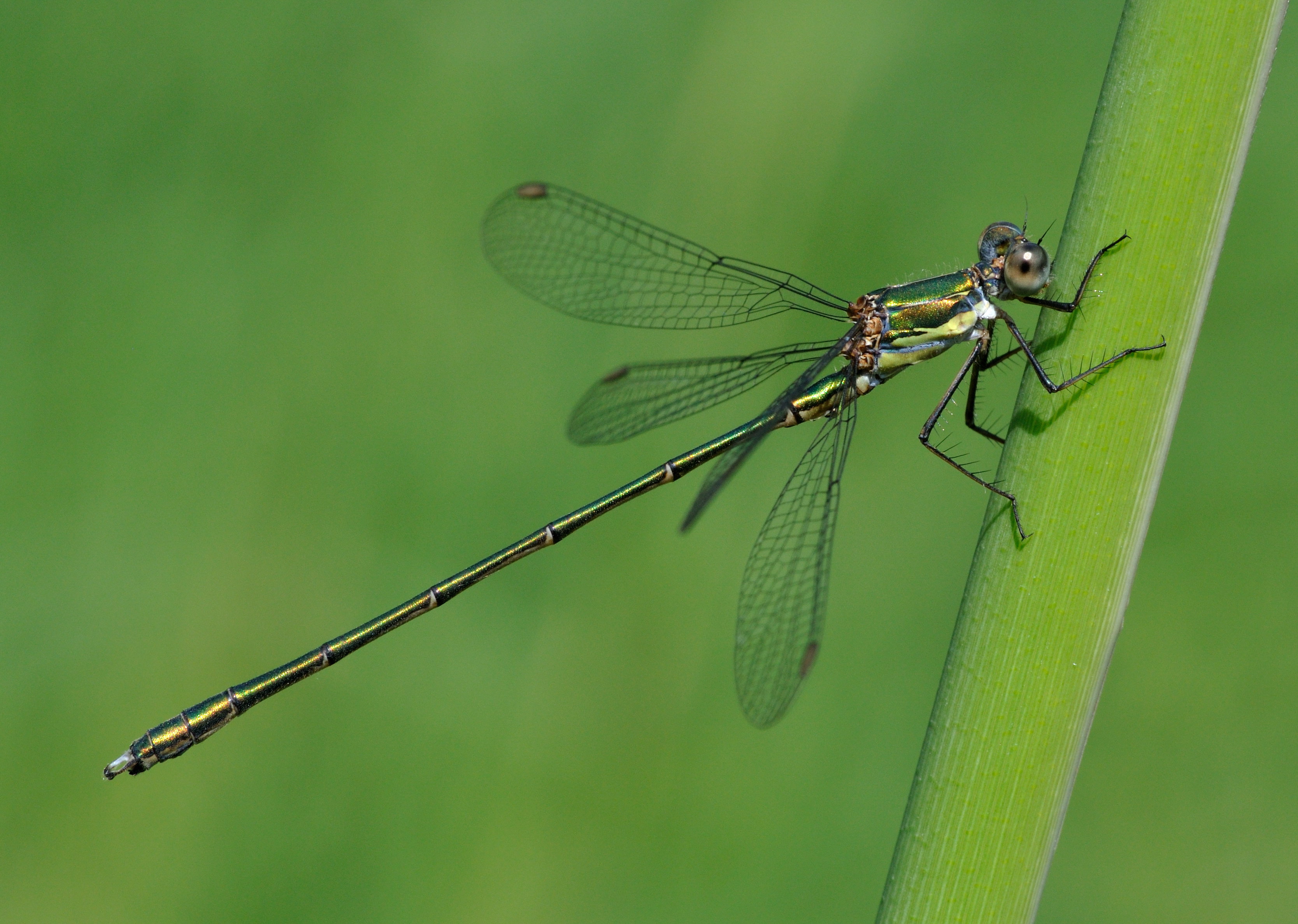
Šídlatka velká (Chalcolestes viridis)

Šídlatka velká (Chalcolestes viridis) je největší v Česku se vyskytující vážka z čeledi šídlatkovití (Lestidae).

## Popis
Délka těla je 38 až 48 mm, rozpětí křídel 50 až 58 mm. Samička i sameček jsou si podobní, převážně zeleně zbarvení. Zaměnitelná je s druhem Chalcolestes parvidens, který se ale v České republice nevyskytuje.
Další možné alternativní vědecké názvy: Agrion viridis, Lestes viridis, Agrion leucopsallis.

## Rozšíření a stanoviště
Druh je rozšířen od západní části severního okraje Afriky, přes západní a střední Evropu až na úroveň Balkánského poloostrova. Ve Skandinávii a na Britských ostrovech je výskyt ojedinělý. Vyhledává rybníky, slepá ramena řek, tůně a jiné mokřady, od nížin po pahorkatiny. V nadmořských výškách nad 1000 m n. m. se vyskytuje ojediněle. Nevyskytuje se na rašeliništích.
V Česku se jedná o hojný druh rozšířený po celém území. Podle Červeného seznamu IUCN je šídlatka klasifikována jako málo dotčený taxon (LC).

## Životní cyklus
Dospělci jsou aktivní od konce července do konce září. Přezimují ve formě vajíček, která samice kladou na větve stromů a keřů v blízkosti vodních ploch.